# Akademija za gledališče, radio, film in televizijo v Ljubljani
Akademija za gledališče, radio, film in televizijo (kratica AGRFT) je edina ustanova v Sloveniji, ki izobražuje za poklice na omenjenih področjih. Je članica Univerze v Ljubljani.
Trenutni dekan je red. prof. Tomaž Gubenšek.

## Študij
Akademija izobražuje za umetniške poklice s področij gledališke in radijske režije, dramske igre, umetniške besede, govora, gledališkega petja, igre z lutko, dramaturgije in scenskih umetnosti, filmske in televizijske montaže, filmske in televizijske režije, filmskega in televizijskega snemanja, scenaristike, produkcije, kostumografije, scenografije in umetnosti giba.

## Struktura akademije
AGRFT sestavljajo štirje oddelki:
1. Oddelek za gledališče in radio,
2. Oddelek za film in televizijo,
3. Oddelek za dramaturgijo in scenske umetnosti,
4. Center za teatrologijo in filmologijo, ki zbira in posreduje informacije, arhivsko  ter dokumentarno gradivo s področja gledališča, radia, filma in televizije ter opravlja strokovno, razvojno in raziskovalno delo.

## Zgodovina
Akademija je bila ustanovljena leta 1945 kot Akademija za igralsko umetnost. Postopoma se je razširila tudi ponudba študijskih smeri; dodani so bili oddelki za film, radio in televizijo. Tako si je leta 1963 akademija nadela današnje ime Akademija za gledališče, radio, film in televizijo. Samostojni visokošolski zavod je bila vse do leta 1975, ko je postala članica ljubljanske univerze.
Danes ponuja akademija poleg prvostopenjskih študijskih programov (Dramska igra, Gledališka režija, Dramaturgija in scenske umetnosti, Film in televizija) tudi magistrske drugostopenjske študijske programe (Dramska igra, Scensko oblikovanje, Dramaturgija in scenske umetnosti, Gledališka in radijska režija, Filmsko in televizijsko ustvarjanje, Filmski in televizijski študiji, Umetnost giba, Oblike govora).

## Značilnosti
Akademija vsako leto razpiše zelo malo razpisnih mest, na katere se prijavi tudi do osemkrat več kandidatov za študij. Režim sprejemnih izpitov in omejenega vpisa je potreben že zaradi zelo velike prostorske stiske in pomanjkanja materialov ter sredstev. Osrednja pozornost se pri posredovanju znanj posveča predvsem individualnemu študijskemu delu. 
Do danes je na akademiji diplomiralo že več kot 400 študentk in študentov.   
Študenti AGRFT se udeležujejo festivalov doma in v tujini, kjer predstavljajo svoje semestrske ali druge produkcije. Diplomske predstave so odprte za širšo kulturno javnost, filmi pa se predvajajo tudi na nacionalni televiziji.

## Profesorji
Med profesorji na akademiji delujejo oz. so delovali pomembni slovenski ustvarjalci, med njimi Boris Cavazza, Barbara Cerar, Darja Švajger, Aleš Valič, Matjaž Zupančič, Miran Zupanič, Sebastijan Horvat, Tomaž Gubenšek, Vladimir Jurc, Janja Korun, Blaž Lukan, Janez Pipan, Marko Naberšnik, Branko Šturbej, Nataša Barbara Gračner, Branko Jordan, Matjaž Tribušon, Jernej Lorenci, Tomaž Toporišič, Boris Ostan, Saša Pavček in drugi.